# Lemmings (computerspel)

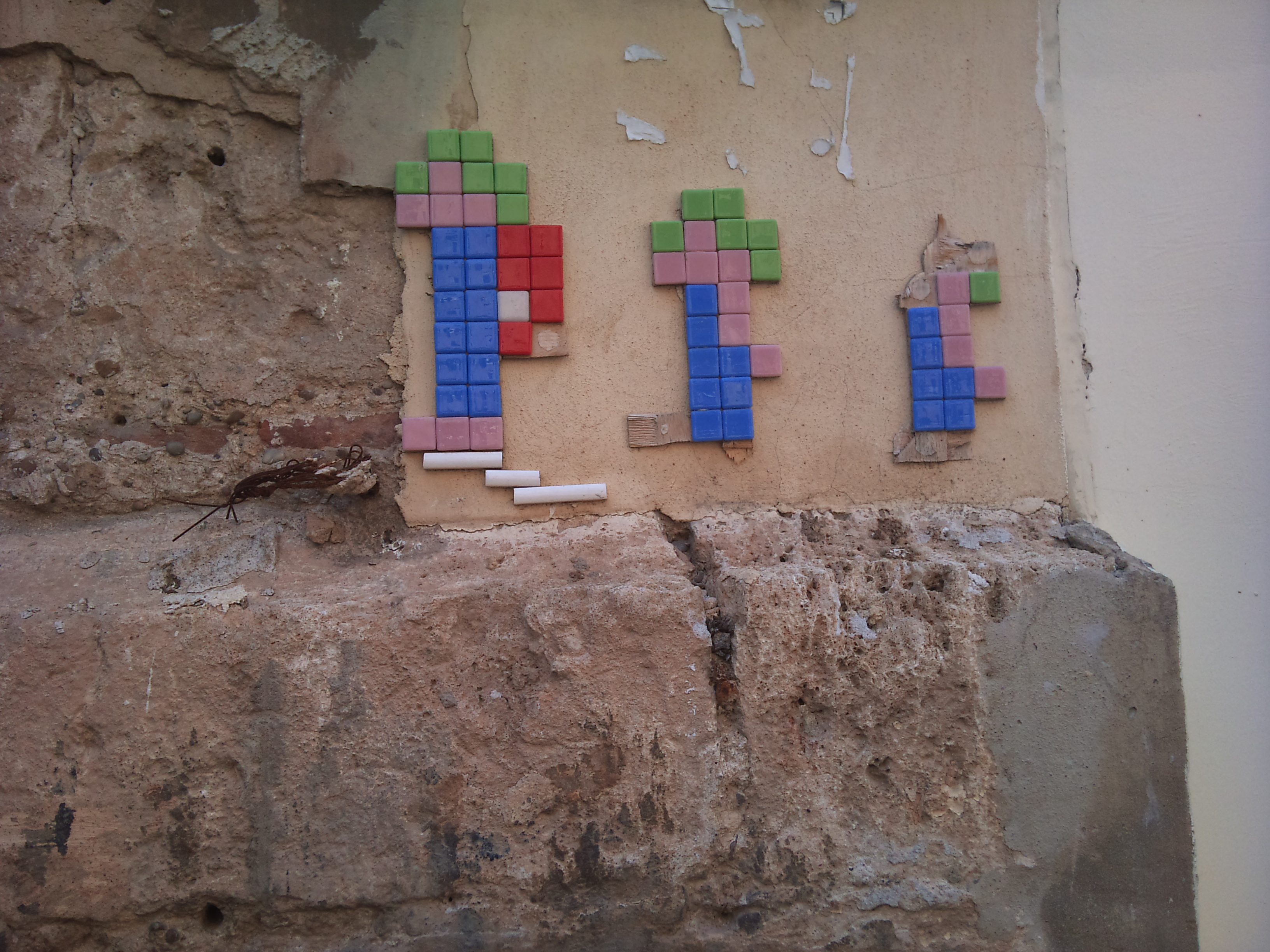
Mozaïek op een muur in Valencia

Lemmings is een computerspel van het Schotse softwarebedrijf DMA Design (tegenwoordig bekend als Rockstar North).

## Geschiedenis
Op 14 februari 1991 kwam het computerspel Lemmings uit voor de Amiga. Het is een puzzelspel waarin via een luik in het plafond lemmingen (lemmings) in een 'level' worden gedropt. Daar lopen ze achter elkaar in een lijn, om pas bij een obstakel te keren. De lemmingen lopen zelfs blindelings naar zaken toe die hen kunnen doden, zoals water, vuur, lava of een hoge val. De naam is afgeleid van het verhaal dat lemmingen (een soort woelmuizen) blind achter elkaar aan zouden lopen en ook zichzelf van de klippen zouden storten, maar dit was door Disney in scène gezet voor de film White Wilderness.
Een gebruiker kan een lemming een van de acht mogelijke functies toekennen, waaronder klimmen, graven en blokkeren. De bedoeling is om zo veel mogelijk lemmingen naar de uitgang te leiden en dat er onderweg zo weinig mogelijk sneuvelen. Voor ieder level geldt een minimum overlevingspercentage. Wanneer dit niet gehaald wordt, moet het level opnieuw gespeeld worden.
In 1996 werd de uitgever van de Lemmings-titels Psygnosis overgenomen door Sony. Men nam aan dat de ontwikkeling van de Lemmingsspellen in 2000 beëindigd was, maar in 2006 verscheen Lemmings op de PlayStation Portable. Deze versie heeft als extra een leveleditor, waarmee de speler zijn eigen levels kan maken. Tevens verscheen op 23 maart 2007 het spel als download voor de PlayStation 3 op het PlayStation Network.

## Spellen
- Lemmings (1991)
- Oh No! More Lemmings (1991)
- Holiday Lemmings alias Xmas Lemmings (1991 tot 1994)
- Lemmings 2: The Tribes (1993)
- All New World of Lemmings (The Lemmings Chronicles in de VS) (1994)
- 3D Lemmings (1995)
- Lomax (1996)
- Lemmings Paintball (1996)
- Lemmings Revolution (2000)
- Lemmings (2006, PlayStation Portable)
- Lemmings (2007, PlayStation 3)
- Lemmings (2021, Android)

## Trivia
- Op het internetforum FOK! is de kreet "Lemming!" veel gebruikt voor een onderwerp (topic) gebaseerd op een ander topic. Als een persoon in Topic A een verhaal doet, waarin derde personen voorkomen, bijvoorbeeld een medepassagier in de trein en persoon B opent een topic waarin hij/zij zich voordoet als die passagier, dan zal dit topic, dan wel de topicstarter, een "Lemming" genoemd worden.

## Platforms
| Jaar | Platform |
| ---- | --- |
| 1991 | Acorn 32-bit, Amiga, Atari ST, DOS, PC-98, SNES, ZX Spectrum                                                  |
| 1992 | Amstrad CPC, CDTV, FM Towns, Game Gear, NES, SEGA Master System, Sega Mega Drive, Sharp X68000, TurboGrafx CD |
| 1993 | CD-i, Commodore 64, Lynx, Macintosh, SAM Coupé                                                                |
| 1994 | 3DO, Amiga CD32, Game Boy, Windows 3.x                                                                        |
| 2000 | Game Boy Color                                                                                                |
| 2005 | J2ME |
| 2006 | PSP, PlayStation 2, PlayStation 3                                                                             |

## Ontvangst
| Beoordeeld door                      | Platform     | Datum          | Score |
| ------------------------------------ | ------------ | -------------- | ----- |
| GamePro (USA)                        | Game Boy     | oktober 1993   | 100%  |
| Amiga Power                          | Amiga        | mei 1991       | 100%  |
| Amiga Computing                      | Amiga        | mei 1991       | 97%   |
| Player One                           | SNES         | september 1992 | 93%   |
| ASM (Aktueller Software Markt)       | Acorn 32-bit | januari 1992   | 92%   |
| Nintendo Magazine System UK          | Game Boy     | januari 1993   | 88%   |
| Joystick (Frans)                     | CD-i         | januari 1995   | 80%   |
| neXGam                               | Lynx         | 2003           | 78%   |
| Video Games & Computer Entertainment | CD-i         | mei 1995       | 60%   |
| Techtite                             | DOS          | 2000           | 60%   |

## Trivia
- Het spel is opgenomen in het boek 1001 Video Games You Must Play Before You Die van Tony Mott.